# Pentatlo moderno nos Jogos Pan-Americanos de 2023 - Revezamento misto
A competição do revezamento misto do pentatlo moderno nos Jogos Pan-Americanos de 2023 foi disputada em 27 de outubro de 2023 na Escola Militar, em Las Condes. Um total de 24 pentatletas de 12 Comitês Olímpicos Nacionais (CON) participaram do evento.

## Calendário
Horário local (UTC−3).
| Data          | Hora  | Fase                           |
| ------------- | ----- | ------------------------------ |
| 25 de outubro | 11:00 | Esgrima – Fase de ranqueamento |
| 25 de outubro | 14:30 | Equitação                      |
| 25 de outubro | 15:15 | Esgrima – Fase de bônus        |
| 25 de outubro | 16:00 | Natação                        |
| 25 de outubro | 16:30 | Laser run (corrida+tiro)       |

## Medalhistas
| Ouro   | MEX Tamara Vega e Manuel Padilla     |
| Prata  | ECU Sol Naranjo e Andrés Torres      |
| Bronze | USA Jessica Davis e Brendan Anderson |

## Resultados
A competição foi realizada em um único dia até a definição dos medalhistas.
| Pos.              | Pentatletas                        | CON                                 | Equitação Tempo (Pts.) | Esgrima Vitórias (Pts.) | Natação Tempo (Pts.) | Laser run Tempo (Pts.) | Total |
| ----------------- | ---------------------------------- | ----------------------------------- | ---------------------- | ----------------------- | -------------------- | ---------------------- | ----- |
| Medalha de ouro   | Tamara Vega Manuel Padilla         | MEX México                          | 139.00 (264)           | 26 (230)                | 2:03.96 (303)        | 12:17 (563)            | 1360  |
| Medalha de prata  | Sol Naranjo Andrés Torres          | ECU Equador                         | 132.00 (288)           | 26 (234)                | 2:09.71 (291)        | 12:58 (522)            | 1335  |
| Medalha de bronze | Jessica Davis Brendan Anderson     | USA Estados Unidos                  | 124.00 (282)           | 23 (218)                | 2:08.39 (294)        | 12:46 (534)            | 1328  |
| 4                 | Sofía Cabrera Juan Ochoa           | EAI Equipe de Atletas Independentes | 154.00 (225)           | 22 (214)                | 2:05.35 (300)        | 12:53 (527)            | 1266  |
| 5                 | Kelly Fitzsimmons Quinn Schulz     | CAN Canadá                          | 132.20 (274)           | 27 (238)                | 2:02.51 (305)        | 14:49 (411)            | 1228  |
| 6                 | Isabela Abreu William Muinhos      | BRA Brasil                          | 158.00 (231)           | 26 (230)                | 2:08.10 (294)        | 13:49 (471)            | 1226  |
| 7                 | Cecilia Fermín Gabriel Domínguez   | DOM República Dominicana            | 121.00 (268)           | 20 (206)                | 2:08.06 (294)        | 15:00 (400)            | 1168  |
| 8                 | María José Bravo Martín Gajardo    | CHI Chile                           | EL (0)                 | 19 (206)                | 2:11.39 (288)        | 13:11 (509)            | 1003  |
| 9                 | Delmis Pérez Juan Pablo Velázquez  | CUB Cuba                            | EL (0)                 | 26 (230)                | 2:05.64 (299)        | 14:35 (425)            | 954   |
| 10                | Osmaidy Arias Albert Rivas         | VEN Venezuela                       | EL (0)                 | 14 (184)                | 2:05.66 (299)        | 14:00 (460)            | 943   |
| 11                | Valentina La Cruz Bryan Blanco     | URU Uruguai                         | EL (0)                 | 14 (182)                | 2:11.92 (287)        | 14:34 (426)            | 895   |
| 12                | María Belén Serrano Emanuel Zapata | ARG Argentina                       | 142.00 (223)           | 21 (220)                | DSQ (0)              | 14:13 (447)            | 890   |